# Богухваловиці
Богухваловиці (пол. Boguchwałowice) — село в Польщі, у гміні Меженциці Бендзинського повіту Сілезького воєводства.
Населення — 752 особи (2011).
У 1975-1998 роках село належало до Катовицького воєводства.

## Демографія
Демографічна структура станом на 31 березня 2011 року:
|          | Загалом | Допрацездатний вік | Працездатний вік | Постпрацездатний вік |
| -------- | ------- | ------------------ | ---------------- | -------------------- |
| Чоловіки | 358     | 67                 | 250              | 41                   |
| Жінки    | 394     | 61                 | 229              | 104                  |
| Разом    | 752     | 128                | 479              | 145                  |